# Patrik Nacher
Patrik Nacher (* 17. října 1974 Praha) je český politik, ekonom a mediální poradce, od října 2017 poslanec Poslanecké sněmovny PČR, od roku 2014 zastupitel hlavního města Prahy, od roku 2024 člen hnutí ANO.

## Život
Absolvoval Bankovní institut vysokou školu v Praze, obor Bankovní manažer (2006). V letech 1996 až 2004 pracoval v různých tiskových a mediálních pozicích ODS a později Unii svobody. V tomto období se také podílel na volebních kampaních do Poslanecké sněmovny, Senátu a do krajských zastupitelstev; byl mj. volebním manažerem Čtyřkoalice před sněmovními volbami v roce 2002. Mezi roky 2002 a 2004 byl poradcem místopředsedy vlády Petra Mareše, v letech 2004 až 2006 mediálním poradcem ministra obrany Karla Kühnla. Později si založil mediální a PR společnost Digitaiment, kterou angažoval např. ve prospěch Národní rady osob se zdravotním postižením. Dlouhodobě se věnuje problematice bankovních poplatků, provozuje několik internetových stránek, z nichž nejznámější se od roku 2005 zabývá tématem bank, poplatků a zvyšování finanční samostatnosti a gramotnosti spotřebitelů – www.bankovnipoplatky.com. Stránka pravidelně pořádala veřejnou anketu Nejabsurdnější bankovní poplatek. Byl spolumajitelem prvního kamenného obchodu pro levoruké ve střední Evropě.
Podílí se na různých projektech ke zvyšování finanční gramotnosti českých spotřebitelů, například na televizním pořadu České televize Suma sumárum aneb kde jsou mé peníze, na několika hraných dílech o finanční osvětě pro Černé ovce České televize (tři série po 13 dílech) či pořadu Prima rádce pro portál iPrima.cz (FTV Prima). Je spoluautorem seriálu o finanční gramotnosti, který měsíc vycházel v Lidových novinách (září až říjen 2016). V roce 2015 vydal popularizační publikaci Konec finančních negramotů v Čechách. V roce 2018 vydal svou druhou knihu Šílenosti doby korektní. V roce 2022 potvrdil své členství v uzavřeném elitním spolku K2.
Je ženatý a má dceru a syna.

## Politické působení
V roce 1998 a 2002 neúspěšně kandidoval do obecního zastupitelstva na Praze 9 za US-DEU.
V komunálních volbách v roce 2014 byl jako nestraník na 3. místě kandidátky zvolen za hnutí ANO do Zastupitelstva hlavního města Prahy. Ve volbách do Poslanecké sněmovny PČR v roce 2017 kandidoval jako nestraník za ANO na 4. místě jeho kandidátky v Praze. Získal 4 147 preferenčních hlasů a byl zvolen poslancem.
Ve druhé polovině dubna 2018 se stal lídrem kandidátky ANO pro komunální volby na podzim 2018 do Zastupitelstva hlavního města Prahy a tudíž i kandidátem hnutí na post pražského primátora. Podpořila jej i stávající primátorka Adriana Krnáčová. V červenci 2018 byl však přesunut na druhé místo kandidátky a novým lídrem se stal Petr Stuchlík. Nacher ve volbách obhájil mandát zastupitele hlavního města Prahy. Obdržel 63 251 preferenčních hlasů, a předběhl tak i lídra kandidátky Petra Stuchlíka.
V květnu 2019 byli pražští radní za Piráty, Praha sobě a TOP 09 kritizováni, že hlasovali pro usnesení, kterým bylo umožněno tajné hlasování o geologickém průzkumu linky metra D za 1,5 miliardy korun. Podle Nachera „Koalice vedená Piráty, kteří se oháněli transparentností, slibovali živé přenosy z rady a dokonce navrhovali jmenné hlasování, teď poprvé v historii magistrátu rozhoduje tajnou volbou o zakázce za 1,5 miliardy korun. Zejména Piráti popírají vše, co slibovali.“
V dubnu 2021 média spekulovala, že by se Patrik Nacher nebo Karel Rais mohl stát ministrem školství, mládeže a tělovýchovy namísto Roberta Plagy. Mluvčí ministerstva školství Aneta Lednová však později uvedla, že se žádné personální změny na ministerstvu neplánují. Ve volbách do Poslanecké sněmovny PČR v roce 2021 byl z pozice nestraníka lídrem ANO v Praze a byl zvolen.
V komunálních volbách v roce 2022 vedl kandidátku hnutí ANO v Praze. V těchto volbách obhájil post zastupitele hlavního města Prahy, ANO skončilo s 19,34 % hlasů a 14 mandáty druhé za koalicí „SPOLU pro Prahu“ (tj. ODS, TOP 09 a KDU-ČSL).
V roce 2024 se stal členem hnutí ANO. Ve volbách do Poslanecké sněmovny PČR v roce 2025 kandiduje na 2. místě kandidátky hnutí ANO v Praze.

## Kritika
V prosinci 2019 přišel server Aktuálně.cz se zjištěním, že si úvěrová společnost Home Credit působící v Číně a vlastněná Kellnerovou PPF platila PR agenturu založenou Tomášem Jirsou C&B Reputation Management na vylepšování obrazu Číny ovládané komunistickým režimem. Agentura si jako svou činnost naúčtovala mimo různé činnosti v červenci 2019 související s aktivitou Nachera, který kritizoval tehdejšího pražského primátora Zdeňka Hřiba za to, že požadoval vyškrtnutí klauzule o uznání jednotné Číny ze sesterské smlouvy mezi Prahou a Pekingem, nebo obhajoval čínskou společnost Huawei.